# Lasse Fogelstrøm
Lasse Marcus Hoffman Fogelstrøm (født 15. maj 1996 i Hvidovre) er en skuespiller, der har medvirket i Jagten som Marcus, Mads Mikkelsens søn i filmen. Han spiller søn til en der måske har voldtaget en lille pige og kæmper meget med, hvordan han skal håndtere det.
Lasse Fogelstrøm medvirker også i Rita sæson 2, hvor han spiller Mads fra 9.A.